# Teatro Guirigai

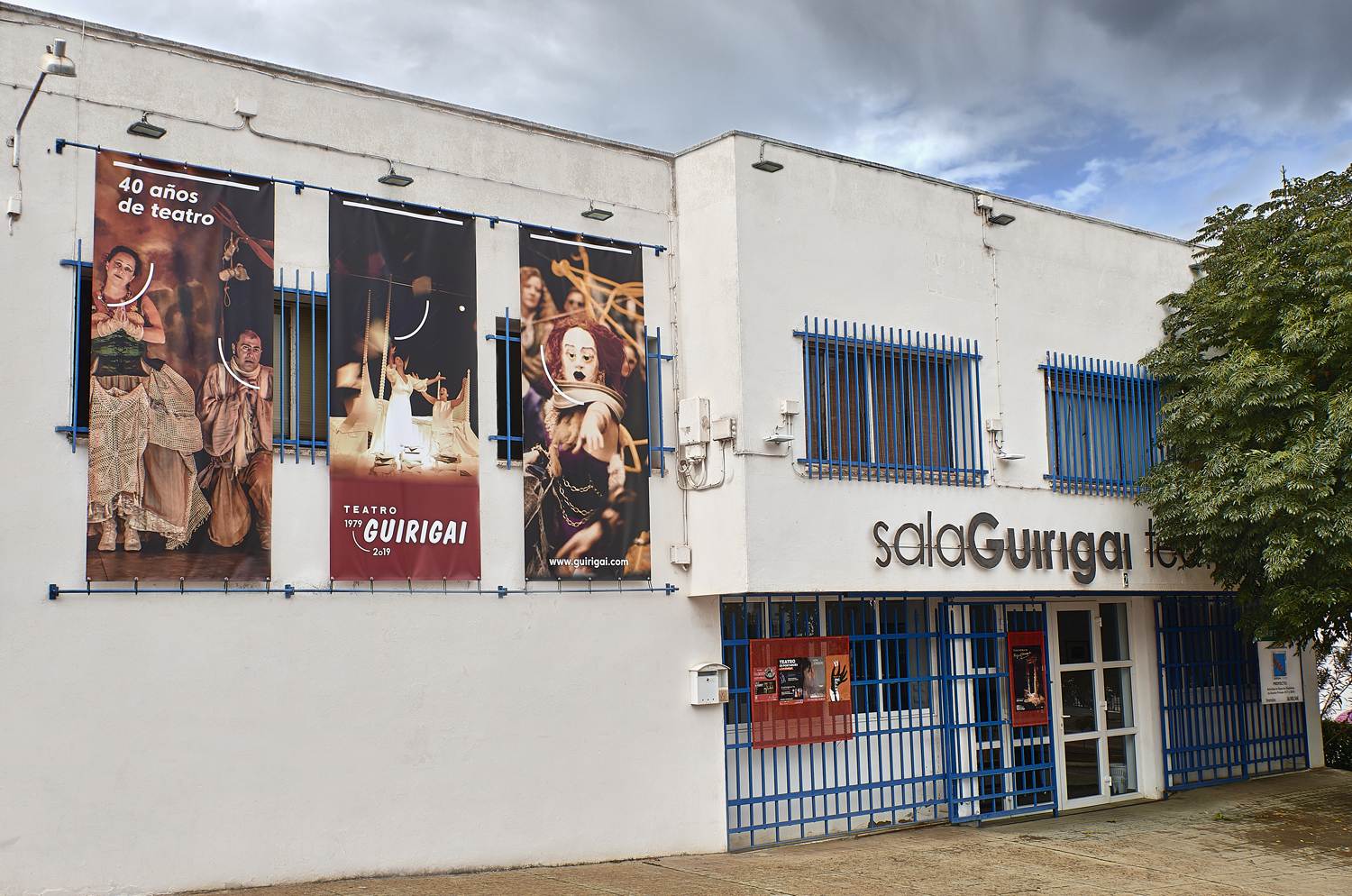
Sala Guirigai, sede de la compañía Teatro Guirigai

Teatro Guirigai es una compañía de teatro creada en Madrid en 1979. Sus fundadores son Agustín Iglesias (director y dramaturgo de Teatro Guirigai), Antonia Bueno y Francisco Muñoz. Actualmente, dirigen la compañía Magda García-Arenal y Agustín Iglesias. Desde su creación, la compañía ha realizado 56 espectáculos que han girado por toda España y por una veintena de países. También ha participado en más de 90 festivales nacionales, europeos y americanos. En 2005, la compañía traslada su sede desde Madrid a Los Santos de Maimona (Badajoz) e inaugura en 2007 Sala Guirigai, un espacio cultural de artes escénicas y centro de creación de la compañía. En 2019, la compañía hace público el archivo de sus 40 años de trabajo ininterrumpido en formato digital a través de una plataforma web y estrena su producción número 56 "Libro de Buen Amor", estrenada con gran éxito de público y crítica en el XXIV Festival Medieval d'Elx. Durante sus cuarenta años de trayectoria, la compañía ha recibido galardones como el Premio “Tarasca” 2010 a la Gestión Cultural (concedido por ADE en reconocimiento a la organización del XVI Congreso de ADE en Cáceres) y el Premio Avuelapluma 2019 a las Artes Escénicas.

## Historia y Evolución Artística
Desde su creación, la compañía ha representado textos clásicos, renacentistas y barrocos de Fernando de Rojas, Lope de Vega, Lope de Rueda y Calderón de la Barca, entre otros; textos contemporáneos de Benito Pérez Galdós, Federico García Lorca, Darío Fo, Eduardo Blanco Amor...; y textos de autores actuales, como Luis Matilla, Ronaldo de Brito, Inés de la Cuadra y Agustín Iglesias.
Entre los espectáculos con mayor repercusión de público y crítica cabe destacar: “Una mujer sola” (1981), una de las primeras representaciones de Darío Fo y Franca Rame en España; ”La Parranda” (1988), adaptación de la novela de Eduardo Blanco Amor, de la que realizan más de cien funciones en una gira nacional e internacional que transcurre por países como Estados Unidos, Rusia o Cuba, y cuyo texto es editado por la Editorial Orígenes; “La Celestina” (1994) de Fernando de Rojas; “Más se perdió en Cuba” (1997) que participa en el Festival Latino de Washington D. C. en Estados Unidos; “Céfalo y Pocris” (2000) de Calderón de la Barca; “El poeta hambriento” (2004), coproducción con Polonia y Austria; o “El Deleitoso y otras delicias” (2009), versión de Lope de Rueda situada en la posguerra española. Destacan asimismo sus numerosos espectáculos de calle.

## Guirigai y el Teatro de Calle
Teatro Guirigai crea su primer espectáculo de calle en 1984, "Ritos del Solsticio de invierno". Desde entonces ha desarrollado su propio lenguaje de calle, creando dramaturgias propias basadas en la transformación de espacios públicos, el trabajo de máscara, la música utilizada como partitura dramática, la pirotecnia y el trabajo interpretativo de actores especializados. Ha participado en prestigiosos festivales: Out of Doors-Lincoln Center de Nueva York (1988, 1992, 1996, 2003); KTO de Cracovia, (Polonia) (2003, 2004); RITEJ de Lyon, (Francia) (1987, 1995), Festival de Teatro Clásico de Almagro, (España) (2001, 2002) entre otros.
El 24 de abril de 1985, el Centro Nacional de Nuevas Tendencias, dirigido por Guillermo Heras, y el Instituto de la Juventud encargan a varias compañías de Madrid un espectáculo para incentivar los espacios públicos de la Estación de Chamartín. Teatro Guirigai crea "Enésimo viaje a el Dorado", un espectáculo satírico sobre la conquista española en América. Los anacrónicos viajeros de la conquista recorren los andenes y vestíbulos de la estación buscando El Dorado. Tiene un enorme éxito de crítica y de público en el ámbito nacional e internacional, y gira durante 17 años por ciudades y festivales de España y numerosos países de Europa y América. Es presentado dos veces en el Lincoln Center de Nueva York y en el Festival Iberoamericano de Cádiz. El investigador chileno Hernán Neira publica una tesis sobre el espectáculo, y la investigadora alemana Ingrid Galster lo analiza en su libro sobre Lope de Aguirre. Se mantiene en repertorio hasta 2002. 
Durante sus cuarenta años de trayectoria, Teatro Guirigai ha colaborado con distintas instituciones públicas de diferente ámbito para desarrollar proyectos teatrales de calle como "El Motín de Arganda" (por encargo del Ayuntamiento de Arganda del Rey); "Al-Mossassa Batalyaws" (espectáculo para conmemorar la fundación de la ciudad de Badajoz en el que participan más de mil personas); "El Vuelo de un Millón de Pájaros" (animación para la Fiesta del Inmigrante de Leganés por encargo de Fundación del Mediterráneo). Además la compañía ha participado en Cabalgatas de Reyes y Carnavales en Madrid, Logroño, Orense... Ha colaborado con Marca Extremadura, presentando y haciendo la animación en el Palacio de Congresos y Exposiciones de Badajoz “Manuel Rojas” sobre "Extremeños en el mundo”; ha creado para Medellín (Badajoz) otra fiesta teatral con la participación del pueblo, “Las fiestas del nuevo Mundo”; ha recuperado, por encargo del Ayto. de Valverde de Leganés la fiesta de “La Diabla”, donde participa el equipo actoral de la compañía con más de 300 vecinos, y ha escrito “El Libro Mágico de los Reyes de Oriente” para el Ayuntamiento de Viladecans (Barcelona), obra que desde su estreno se representa como preludio a la Cabalgata de los Reyes Magos.

## Relaciones Internacionales e Investigación Teatral

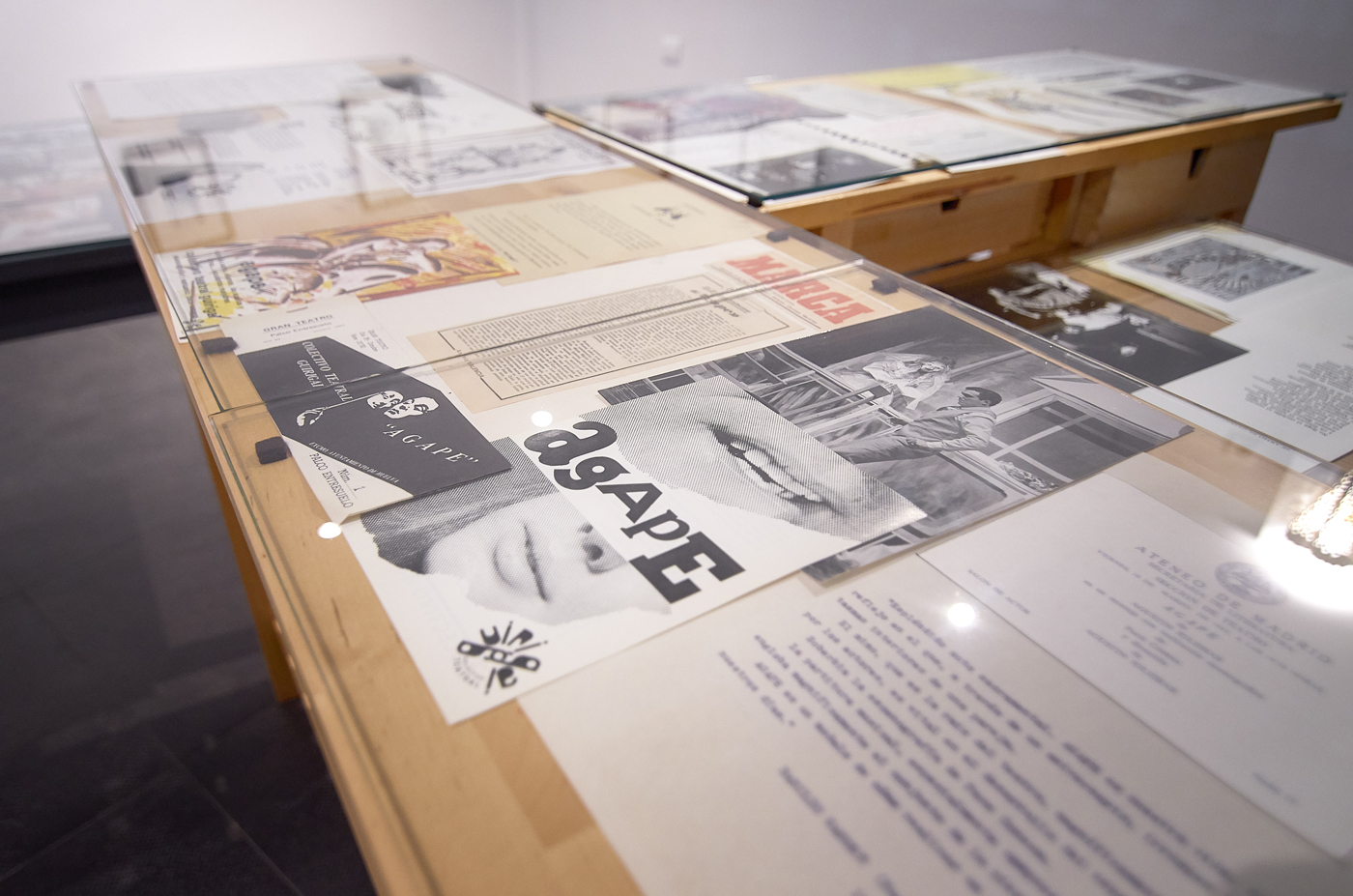
Exposición 40 años de Teatro Guirigai

Desde 1997 hasta 2008, Teatro Guirigai es socia de EUnetART (Asociación Europea de entidades artísticas dirigidas a la infancia y juventud). A partir de 2000, su labor internacional se intensifica a través de la Red de Compañías Europeas MagicNet, de la que es coorganizadora. También ha trabajado con la Universidad de la Frontera en Temuco y con el Festival Fintdaz en Iquique (Chile). En el ámbito europeo, ha colaborado con Libera Università de Alcatraz (Gubbio, Italia), el Centro Dramático de Évora (CENDREV) y Teatro ACTA de Faro (Portugal).
La compañía ha realizado trabajos de investigación antropológica en España, Portugal, Cuba y Brasil. Algunos de ellos han tenido como resultado espectáculos: “¡Viva San Martín!”, con la publicación del texto por el Ministerio de Agricultura y Cultura (1987); la “Opera del Maíz”(1995) y “El Reino Deseado” (1996) en Brasil.
Durante los años 2014 y 2016, mantiene una estrecha relación con Teatro UFRO de la Universidad de la Frontera en Temuco (Chile) con los que realiza la coproducción de “La especie dominante”, con el apoyo del programa Iberescena.
Teatro Guirigai participa en la Creación del Circuito Ibérico de las Artes, actualmente formado por catorce espacios escénicos -ocho de Portugal y seis de España, entre ellos Sala Guirigai- al que se han sumado tres espacios colaboradores: Teatro Alkázar de Plasencia y los Auditorios de Castelo Branco y Barcelos. Su objetivo son los intercambios de espectáculos, la formación profesional, el desarrollo de coproducciones y la divulgación e intercambio de las dramaturgias contemporáneas entre España y Portugal.

## Coproducciones
En 1996, la compañía realiza dos coproducciones con Portugal y Brasil sobre la influencia de las raíces ibéricas en el Nordeste brasileño: “La Opera del Maíz” en la ciudad de Aracaju, Estado de Sergipe, y “El Reino deseado”, estrenada en Joao Pessoa, Estado de la Paraíba, con giras por Brasil, Portugal y España, ambas producciones dirigidas por A. Iglesias.
En 1999, coproduce con Algarabía Teatro (Puertollano) “Trafalgar”, de Benito Pérez Galdós.
Entre 2001 y 2008 intensifica sus trabajos internacionales y de intercambios artísticos a través de la Red de Compañías Europeas Magic Net, realizando las siguientes coproducciones:
- “El Sueño de una Noche de Verano” dirigida por Manuel Schöbell, con actores de carrousel Theatre/Alemania, MUZ/Holanda, Teatro Vart/ Noruega, Pilot/Inglaterra. Teatro Guirigai participa con un actor y gira en España en el Festival Sur de Madrid y el Festival Internacional de Badajoz, 2003.
- “El Poeta Hambriento” dirigido por Agustín Iglesias, con las compañías de Mumerus/Polonia y Toihaus/Austria, (2004).
- “Odisea Europea”, coproducción entre doce compañías en el 2005, un trabajo de investigación en la escritura escénica con doce dramaturgos, estrenada en Alemania, dirigida por Tomas Schweigen.
- “En las puertas de Europa”, escrita en tres lenguas entre Yavuz Pekman de Turquía, Armando Nasimento de Portugal y Agustín Iglesias de España. Estrenada en Sala Guirigai en 2007, con una intensa gira posterior.
- “La especie dominante” en 2015, con la compañía Teatro de la Frontera ligada a la Universidad de La Frontera en Temuco, Estado de La Araucanía (Chile). Dirigida por A. Iglesias apoyada por Ibersescena. Gira en Chile, Portugal y España.
- “El Pícaro Ruzante” de Ángelo Beolco, primera coproducción realizada en el marco del Circuito Ibérico, con la Compañía de Teatro do Algarve. Dirigida por A. Iglesias con actores portugueses y españoles. Estrenada en 2016 en el Festival de Teatro Clásico de Cáceres.

## Distinciones
- Premio Tarasca a la gestión Cultural (ADE en reconocimiento a la organización del XVI Congreso de ADE en Cáceres, 2010)
- Premio Avuelapluma a las Artes Escénica (Asociación Avuelapluma, 2019)

## Espectáculos Producidos

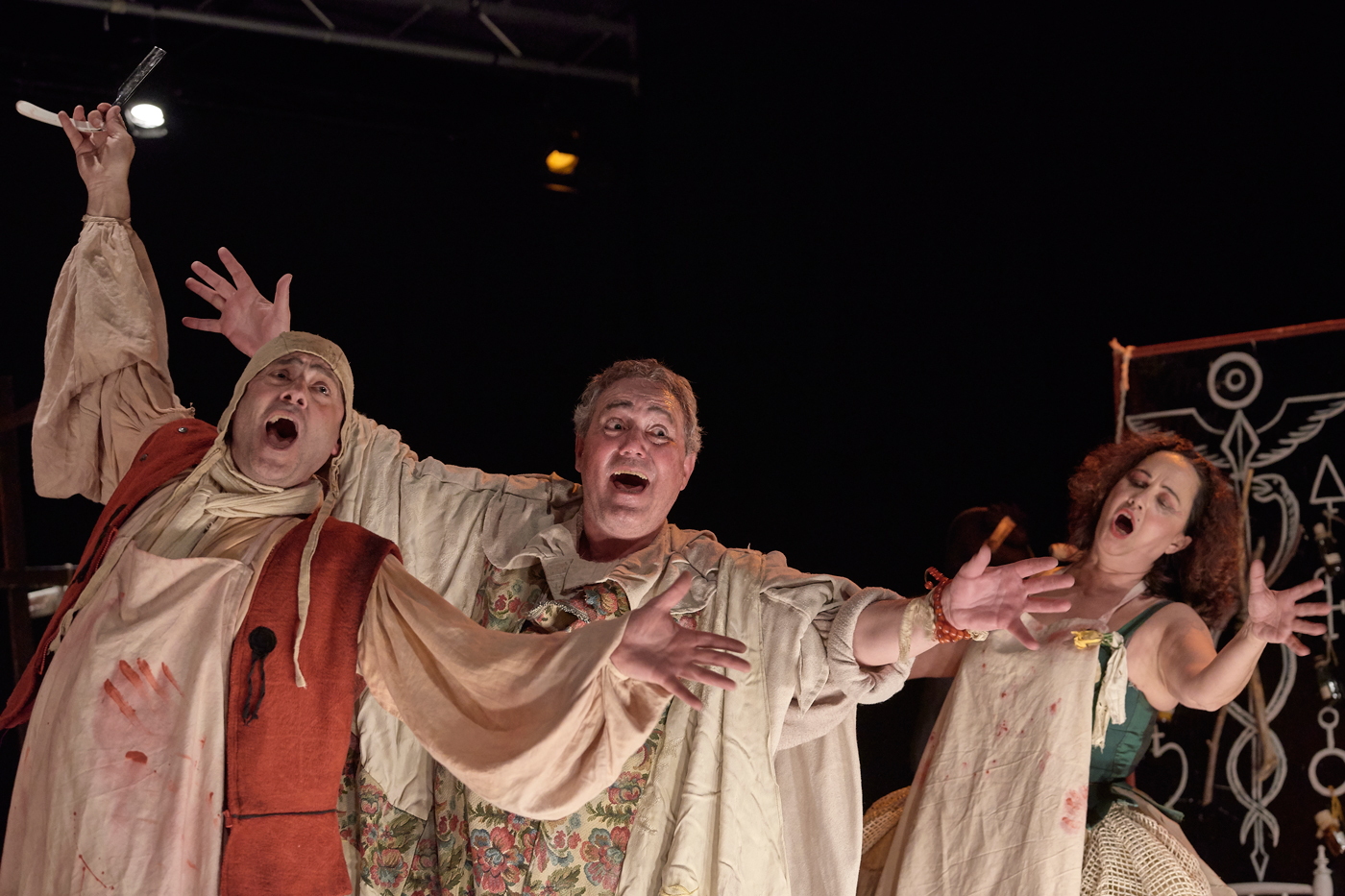
Camino del Paraíso, una de las obras producidas por Teatro Guirigai

- Tragicomedia de Don Cristóbal y la señá Rosita (1979). Federico García Lorca.
- La Viuda Valenciana (1980). Lope de Vega.
- Una Mujer Sola (1981). Dario Fo y Franca Rame.
- Ágape (1982). Agustín Iglesias.
- La Bella y la Bestia (1983). Antonia Bueno, Luis G. Carreño y Agustín Iglesias.
- Ritos del Solsticio de Invierno (1984). Antonia Bueno y Agustín Iglesias. Teatro de Calle.
- Metrofilia (1985). Agustín Iglesias.
- Énesimo Viaje a El Dorado (1986). Antonia Bueno y Agustín Iglesias. Teatro de Calle.
- ¡Viva San Martín! Danzas de Matanza (1987). Agustín Iglesias. Teatro de Calle.
- la Parranda (1988). Agustín Iglesias sobre novela de Eduardo Blanco-Amor.
- Perdidos en el Paraíso (1990). Agustín Iglesias.
- La Soledad del Ángel (1992). Agustín Iglesias. Teatro de Calle.
- En la Ciudad Soñada (1993). Antonia Bueno y Agustín Iglesias. Teatro de Calle.
- La Celestina (1994). Fernando de Rojas, versión de Agustín Iglesias.
- La Risa de la Luna (1995). Luis Matilla.
- El Reino Deseado (1996). Ronaldo de Brito. Coproducción Brasil-Portugal.
- ¡Más se perdión en Cuba! (1998). Agustín Iglesias.
- II Al-Mossassa Batalyaws (1998). Agustín Iglesias, J.J. Monroy y Miguel Murillo.
- Un Viaje por el Amazonas (1999). Inés de la Cuadra.
- El Viaje de los Sueños (1999). Agustín Iglesias. Teatro de Calle.
- ¡Nico se divierte! (1999). Inés de la Cuadra.
- Trafalgar (1999). Benito Pérez Galdós, versión de Agustín Iglesias. Coproducción con Algarabía Teatro, Puertollano.
- Céfalo y Pocris. Comedia burlesca para Carnestolendas (2000). Calderón de la Barca.
- Mojiganga Calderoniana (2000). Agustín Iglesias. Teatro de Calle.
- El Libro Mágico de los Reyes de Oriente (2000). Agustín Iglesias.
- La Fiesta de los Locos (2001). Agustín Iglesias. Teatro de Calle.
- Mojigangas y Zangarrones (2001). Agustín Iglesias. Teatro de Calle.
- Historias de mi Casa (2001). Inés de la Cuadra.
- La Noche de los Deseos (2002). Agustín Iglesias.
- El Motín de Arganda (2002). Agustín Iglesias y Miguel Murillo.
- En una Noche de Verano (2003). William Shakespeare. Coproducción Magic Net.
- El Poeta Hambriento (2004). Agustín Iglesias. Coproducción Magic Net.
- La Odisea Europea (2005). Varios Autores. Coproducción Magic Net.
- En el Laberinto (2005). Agustín Iglesias. Teatro de Calle.
- Fiesta del Nuevo Mundo (2005). Agustín Iglesias y Miguel Murillo. Teatro de Calle.
- El Río de las Palabras (2006). Inés de la Cuadra.
- La Vida es Sueño (2006). Calderón de la Barca.
- El Vuelo de un Millón de Pájaros (2007). Agustín Iglesias. Teatro de Calle.
- En las Puertas de Europa (2007). Agustín Iglesias. Teatro de Calle.
- El Guerrero y la Muerte  (2008). Agustín Iglesias. Teatro de Calle.
- El Deleitoso y Otras Delicias (2008). Agustín Iglesias.
- El Satiricón (2009). Agustín Iglesias. Teatro de Calle.
- Un Encuentro con Miguel Hernández (2010). Agustín Iglesias sobre poemas de Miguel Hernández.
- Las Criadas (2010). Jean Genet.
- ¡1,2, 3 y 4, Rafael Alberti para Niñ@s Curios@s (2011). Agustín Iglesias.
- Camino del Paraíso (2011). Agustín Iglesias.
- Castillo de Irás y No Volverás (2013). Agustín Iglesias.
- Noche Oscura ¡Ahora! (2013). José Manuel Martín Portales y Agustín Iglesias.
- La Especie Dominante (2015). Agustín Iglesias.
- El Pícaro Ruzante (2016). Agustín Iglesias sobre texto de Angelo Beolco.
- Los Últimos Paganos (2017). Luis Díaz Viana y Agustín Iglesias.
- Soldadesca (2017). Agustín Iglesias.
- El Motín de Arganda (2018). Agustín Iglesias.
- Libro de Buen Amor (2019). Arcipreste de Hita, versión de Agustín Iglesias.

## Presencia en Festivales y Giras Internacionales
- Teatros Malí (1990). Lenniskovo, Leningrado, URSS.
- Festival Europeo ECLAT (1990). Aurillac, Francia.
- Gira por Universidades (1991). Costa Este, Estados Unidos.
- Festival Internacional (1992). San José, Costa Rica.
- Festival Internacional Ragazzi & Giovanni (1992). Turín, Italia.
- II Festival de Teatro de Calle (1992). Holzminde, Alemania.
- Lincoln Out-of-Doors Festival (1992, 1996). Lincoln Center, Nueva York, Estados Unidos.
- Festival Internacional de Teatro (1994). Cáceres, España.
- Festival Internacional de Teatro de Calle (1995, 1999). Viladecans, España.
- Festival Iberoamericano (1995). Cádiz, España.
- Festival Internacional de Títeres (1995). Bilbao, España.
- X Festival Internacional de Teatro (1995). Caracas, Venezuela.
- Biennale de Lyon (1995). Lyon, Francia.
- Festival Internacional de Vitoria (1996). Vitoria, España.
- Festival Internacional de Teatro (1996, 1997). Badajoz, España.
- Kinder-Und Jugend Theater Treffen (1996). Esslingen, Alemania.
- Festival Internacional de Teatro Hispano (1997, 1999). Washington D.C., Estados Unidos.
- Festival Internacional de Teatro de Almada (1998). Almada, Portugal.
- Festival Internacional de Teatro de Palmela (1998). Palmela, Portugal.
- Festival Internacional de Vila Real (1999). Vila Real, España.
- Festival Internacional de Teatro (1999). Badajoz, España.
- Mostra Teatro Espanhol (2017). Faro, Portugal.
- Festival MIMARTE Braga (2018). Braga, Portugal.
- Festival Medieval d'Elx (2019). Alicante, España.